# Playa de Comarruga
La playa de Comarruga (en catalán platja de Coma-Ruga) es una de las tres playas situadas en el municipio de El Vendrell. Mide 2300 metros de largo y su anchura media es la más alta de todo el pueblo con 100 metros desde el paseo marítimo hasta el mar. 
Comarruga posee Bandera Azul desde 1988 y se extiende desde la Plaza de la Luna hasta el lugar en el que se termina el Paseo Marítimo.

## Masía Blanca
La Masía Blanca es una reserva marina situada en esta playa. En ella podemos encontrar invertebrados (pulpos, sepias, nácares…) y vertebrados (salmonetes, meros, doradas y lubinas).
La reserva integral mide 0,2 millas de diámetro y la zona de amortización de 0,6 millas. La reserva se creó con la finalidad de proteger unos fondos rugosos excepcionales en un área en el que predominan las arenas finas y los barros.

## El Riuet y el Estany
El Riuet y el Estany de Coma-Ruga son dos zonas cuyas aguas fueron declaradas mineromedicinales por dictamen de la Real Academia de Medicina y Cirugía de Barcelona en 1892. El Dr. August Pi Sunyer determinó en 1919 que, por sus propiedades, debían catalogarse como aguas termal cloruradas alcalinas, bromuradas y casi isotónicas.
|  | Playa libre, el baño está permitido, no siendo necesario adoptar medidas especiales distintas a las de la propia protección personal. |
|  | Playa peligrosa, se permite el baño con limitaciones. Se deberán adoptar las medidas de seguridad que en cada caso se consideren adecuadas. No obstante estará prohibido el baño en zonas donde el bañista no pueda permanecer tocando fondo y con la cabeza fuera del agua. |
|  | Indica la prohibición del baño. |
|  | Aguas con fuerte presencia de medusas |